# Površina
Ploština (oznaka P), često nazvana površina, je fizikalna veličina koja opisuje mjeru dijela neke plohe. Mjerna je jedinica ploštine (površine) četvorni metar (m2).

## Mjerne jedinice
S obzirom na to da je u Hrvatskoj na snazi mjerni sustav SI, osnovna mjerna jedinica površine je četvorni (kvadratni) metar (m2), a vrijede i sve ostale izvedenice:
- m2
- dm2 = 0,01 m2
- cm2 = 0,000 1 m2
- mm2 = 0,000 001 m2 = 10-6 m2

Za mjerenje zemlje koriste se veće mjere:
- 1 ar = 100 m2
- 1 hektar = 10 000 m2
- 1 km2 = 1 000 000 m2

## Ploštine geometrijskih likova
| Geometrijski lik        | Jednadžba                                                                          | Varijabla (promjenjivica) |
| ----------------------- | ---------------------------------------------------------------------------------- | --- |
| jednakostranični trokut | {\displaystyle {\frac {\sqrt {3}}{4}}s^{2}\,\!}                                    | {\displaystyle s} - duljina stranice trokuta. |
| trokut                  | {\displaystyle {\sqrt {s(s-a)(s-b)(s-c)}}\,\!}                                     | {\displaystyle s} - poluopseg trokuta ({\displaystyle s=(a+b+c)/2}), {\displaystyle a}, {\displaystyle b} i {\displaystyle c} - duljine stranice trokuta. |
| trokut                  | {\displaystyle {\tfrac {1}{2}}ab\sin(\alpha )\,\!}                                 | {\displaystyle a} i {\displaystyle b} - duljine stranice trokuta, i {\displaystyle \alpha } - kut između te dvije stranice.                               |
| trokut                  | {\displaystyle {\tfrac {1}{2}}bh\,\!}                                              | {\displaystyle b} i {\displaystyle h} - stranica trokuta i njena visina (okomita na stranicu).                                                            |
| romb                    | {\displaystyle {\tfrac {1}{2}}ab}                                                  | {\displaystyle a} i {\displaystyle b} - duljine dvije dijagonale romba.                                                                                   |
| paralelogram            | {\displaystyle bh\,\!}                                                             | {\displaystyle b} - duljina osnovice i {\displaystyle h} - visina okomita na nju.                                                                         |
| trapez                  | {\displaystyle {\frac {(a+b)h}{2}}\,\!}                                            | {\displaystyle a} i {\displaystyle b} - duljine paralelnih stranica i {\displaystyle h} - udaljenost (visina) između stranica.                            |
| pravilni šesterokut     | {\displaystyle {\frac {3}{2}}{\sqrt {3}}s^{2}\,\!}                                 | {\displaystyle s} - duljina stranice šesterokuta. |
| pravilni osmerokut      | {\displaystyle 2(1+{\sqrt {2}})s^{2}\,\!}                                          | {\displaystyle s} - duljina stranice osmerokuta. |
| pravilni mnogokut       | {\displaystyle {\frac {1}{4}}nl^{2}\cdot \cot(\pi /n)\,\!}                         | {\displaystyle l} - duljina stranice mnogokuta. |
| pravilni mnogokut       | {\displaystyle {\frac {1}{4n}}p^{2}\cdot \cot(\pi /n)\,\!}                         | {\displaystyle p} - poluopseg mnogokuta i {\displaystyle n} - broj stranica.                                                                              |
| pravilni mnogokut       | {\displaystyle {\frac {1}{2}}nR^{2}\cdot \sin(2\pi /n)=nr^{2}\tan(\pi /n)\,\!}     | {\displaystyle R} - polumjer opisane kružnice, {\displaystyle r} - polumjer upisane kružnice i {\displaystyle n} - broj stranica.                         |
| kružnica                | {\displaystyle \pi r^{2}\ {\text{ili}}\ {\frac {\pi d^{2}}{4}}\,\!}                | {\displaystyle r} - polumjer i {\displaystyle d} promjer kružnice.                                                                                        |
| kružni isječak          | {\displaystyle {\frac {\theta }{2}}r^{2}\ {\text{ili}}\ {\frac {L\cdot r}{2}}\,\!} | {\displaystyle r} i {\displaystyle \theta } -polumjer i kut (u radijanima), i {\displaystyle L} - duljina tetive.                                         |
| elipsa                  | {\displaystyle \pi ab\,\!}                                                         | {\displaystyle a} i {\displaystyle b} - velika i mala poluos elipse.                                                                                      |

## Ploštine geometrijskih tijela
| Geometrijsko tijelo | Jednadžba                                               | Promjenjivica                                                                                                   |
| ------------------- | ------------------------------------------------------- | --- |
| Valjak              | {\displaystyle 2\pi r(r+h)\,\!}                         | {\displaystyle r} i {\displaystyle h} - polumjer i visina valjka.                                               |
| Sfera               | {\displaystyle 4\pi r^{2}\ {\text{ili}}\ \pi d^{2}\,\!} | {\displaystyle r} i {\displaystyle d} - polumjer i promjer sfere.                                               |
| Piramida            | {\displaystyle B+{\frac {PL}{2}}\,\!}                   | {\displaystyle B} - osnovica ili baza, {\displaystyle P} - opseg baze i {\displaystyle L} - visina na osnovicu. |